# Sociedade Brasileira de Mastozoologia
A Sociedade Brasileira de Mastozoologia (SBMZ) foi fundada em 1985. Seu objetivo principal é estimular o estudo dos mamíferos e das profissões que investigam esse grupo de animais. O surgimento da sociedade origina de uma conversa entre Cecília Torres de Assumpção, Rui Cerqueira e Mario de Vivo durante a reunião da SBPC de 1982, que foi realizada em Campinas  .  Posteriormente, em 29 de janeiro de 1985, durante o XII Congresso Brasileiro de Zoologia, seria criada a Sociedade Brasileira de Mastozoologia, com 127 membros fundadores.